# Bucculatrix porthmis
Bucculatrix porthmis är en fjärilsart som beskrevs av Edward Meyrick 1908. Bucculatrix porthmis ingår i släktet Bucculatrix och familjen kronmalar. Inga underarter finns listade i Catalogue of Life.